# Flensburger Kreisbahn
| Strecke (außer Betrieb)                                   | -0,6 | Staatsbahn von Kiel                                    | Staatsbahn von Kiel                         |
| Bahnhof (Strecke außer Betrieb)                           |      | Flensburg Staatsbahnhof (1886–1902)                    | 4 m                                         |
| Strecke (außer Betrieb)                                   |      | Flensburg Hafen Dreischienengleis, bis 1929            | Flensburg Hafen Dreischienengleis, bis 1929 |
| Kreuzung (Strecken außer Betrieb)                         |      | Flensburg–Kiel, bis 1927                               | Flensburg–Kiel, bis 1927                    |
| Bahnhof (Strecke außer Betrieb)                           | 0,0  | Flensburg Kreisbahnhof                                 | 4,5 m                                       |
| Abzweig geradeaus und von rechts (Strecke außer Betrieb)  |      | Straßenbahn Flensburg, 1925–1934                       | Straßenbahn Flensburg, 1925–1934            |
| Abzweig geradeaus und nach rechts (Strecke außer Betrieb) |      | nach Sörup                                             | nach Sörup                                  |
| Kreuzung geradeaus oben (Strecken außer Betrieb)          | 1,4  | Bahnstrecke Kiel–Flensburg, bis 1927                   | Bahnstrecke Kiel–Flensburg, bis 1927        |
| Bahnhof (Strecke außer Betrieb)                           | 2,3  | Engelsby                                               | 45,08 m                                     |
| Bahnhof (Strecke außer Betrieb)                           | 3,7  | Kauslund                                               | Kauslund                                    |
| Bahnhof (Strecke außer Betrieb)                           | 4,8  | Wees                                                   | 57,4 m                                      |
| Bahnhof (Strecke außer Betrieb)                           | 7,3  | Rothenhaus                                             | 12,61 m                                     |
| Haltepunkt / Haltestelle (Strecke außer Betrieb)          | 9,6  | Glücksburg bis 1912                                    | Glücksburg bis 1912                         |
| Bahnhof (Strecke außer Betrieb)                           | 9,9  | Glücksburg Ende der Straßenbahn                        | 12,89 m                                     |
| Bahnhof (Strecke außer Betrieb)                           | 12,1 | Rüde                                                   | Rüde                                        |
| Bahnhof (Strecke außer Betrieb)                           | 14,4 | Ringsberg                                              | Ringsberg                                   |
| Bahnhof (Strecke außer Betrieb)                           | 17,3 | Langballig                                             | 28,8 m                                      |
| Bahnhof (Strecke außer Betrieb)                           | 19,7 | Streichmühle                                           | Streichmühle                                |
| Bahnhof (Strecke außer Betrieb)                           | 21,2 | Dollerup                                               | 38,5 m                                      |
| Bahnhof (Strecke außer Betrieb)                           | 24,4 | Nübelfeld                                              | 50,21 m                                     |
| Bahnhof (Strecke außer Betrieb)                           | 27,3 | Steinbergkirche                                        | 41,51 m                                     |
| Bahnhof (Strecke außer Betrieb)                           | 28,9 | Steinberg                                              | 25,21 m                                     |
| Bahnhof (Strecke außer Betrieb)                           | 31,5 | Niesgrau                                               | 7,71 m                                      |
| Bahnhof (Strecke außer Betrieb)                           | 32,3 | Stausmark                                              | 25,5 m                                      |
| Abzweig geradeaus und von rechts (Strecke außer Betrieb)  |      | von Sörup                                              | von Sörup                                   |
| Bahnhof (Strecke außer Betrieb)                           | 34,2 | Rundhof                                                | 25,75 m                                     |
| Bahnhof (Strecke außer Betrieb)                           | 36,9 | Lehbek                                                 | 3,96 m                                      |
| Bahnhof (Strecke außer Betrieb)                           | 38,3 | Gelting                                                | 3,51 m                                      |
| Bahnhof (Strecke außer Betrieb)                           | 41,4 | Stenderup                                              | 13,0 m                                      |
| Bahnhof (Strecke außer Betrieb)                           | 43,2 | Schwackendorf                                          | 16,21 m                                     |
| Bahnhof (Strecke außer Betrieb)                           | 45,9 | Rabel                                                  | Rabel                                       |
| Haltepunkt / Haltestelle (Strecke außer Betrieb)          | 47,6 | Grimsnis                                               | 12,01                                       |
| Bahnhof (Strecke außer Betrieb)                           | 49,5 | Kappeln Kreisbahnhof (Gemeinschaftsbahnhof, Meterspur) | 1,3 m                                       |
| Abzweig geradeaus und nach links (Strecke außer Betrieb)  |      | Kreisbahn nach Eckernförde, (Meterspur)                | Kreisbahn nach Eckernförde, (Meterspur)     |
| Strecke (außer Betrieb)                                   |      | (Dreischienengleis)                                    | (Dreischienengleis)                         |
| Kopfbahnhof Strecke bis hier außer Betrieb                | 35,6 | Kappeln (Schlei)                                       | Kappeln (Schlei)                            |
| Strecke                                                   |      | Bahnstrecke Schleswig Altstadt – Kappeln               | Bahnstrecke Schleswig Altstadt – Kappeln    |

| Strecke (außer Betrieb)                                    |      | Flensburg Hafen                       | Flensburg Hafen                       |
| Kreuzung (Strecken außer Betrieb)                          |      | Flensburg–Kiel, bis 1927              | Flensburg–Kiel, bis 1927              |
| Bahnhof (Strecke außer Betrieb)                            | 0,0  | Flensburg Kreisbahnhof                | 4,5 m                                 |
| Abzweig geradeaus und von rechts (Strecke außer Betrieb)   |      | Straßenbahn Flensburg, 1925–1934      | Straßenbahn Flensburg, 1925–1934      |
| Abzweig geradeaus und nach links (Strecke außer Betrieb)   |      | nach Kappeln                          | nach Kappeln                          |
| Bahnhof (Strecke außer Betrieb)                            | 1,5  | Fruerlund                             | Fruerlund                             |
| Bahnhof (Strecke außer Betrieb)                            | 3,   | Groß Tarup                            | Groß Tarup                            |
| Kreuzung geradeaus unten (Strecke geradeaus außer Betrieb) | 1,4  | Bahnstrecke Kiel–Flensburg, seit 1927 | Bahnstrecke Kiel–Flensburg, seit 1927 |
| Bahnhof (Strecke außer Betrieb)                            | 4,9  | Tastrup                               | Tastrup                               |
| Bahnhof (Strecke außer Betrieb)                            | 8,7  | Hürup                                 | 54 m                                  |
| Bahnhof (Strecke außer Betrieb)                            | 11,6 | Freienwill                            | Freienwill                            |
| Bahnhof (Strecke außer Betrieb)                            | 13,0 | Kleinsolt                             | Kleinsolt                             |
| Bahnhof (Strecke außer Betrieb)                            | 14,9 | Mühlenbrück                           | Mühlenbrück                           |
| Bahnhof (Strecke außer Betrieb)                            | 16,2 | Bistoft                               | Bistoft                               |
| Bahnhof (Strecke außer Betrieb)                            | 18,3 | Obdrup                                | Obdrup                                |
| Bahnhof (Strecke außer Betrieb)                            | 20,6 | Satrup Schleswiger Kreisbahn          | Satrup Schleswiger Kreisbahn          |
| Bahnhof (Strecke außer Betrieb)                            | 22,9 | Groß Rüde                             | Groß Rüde                             |
| Haltepunkt / Haltestelle (Strecke außer Betrieb)           | 24,6 | Klein Rüde                            | Klein Rüde                            |
| Haltepunkt / Haltestelle (Strecke außer Betrieb)           | 25,8 | Mühlenholz                            | Mühlenholz                            |
| Bahnhof (Strecke außer Betrieb)                            | 26,9 | Südensee                              | Südensee                              |
| Bahnhof (Strecke außer Betrieb)                            | 28,5 | Sörup                                 | Sörup                                 |
| Kreuzung geradeaus oben (Strecke geradeaus außer Betrieb)  |      | Bahnstrecke Kiel–Flensburg            | Bahnstrecke Kiel–Flensburg            |
| Bahnhof (Strecke außer Betrieb)                            | 29,8 | Schauby                               | Schauby                               |
| Haltepunkt / Haltestelle (Strecke außer Betrieb)           | 30,8 | Möllmark                              | Möllmark                              |
| Haltepunkt / Haltestelle (Strecke außer Betrieb)           | 32,9 | Sterupbek                             | Sterupbek                             |
| Bahnhof (Strecke außer Betrieb)                            | 33,8 | Sterup                                | Sterup                                |
| Bahnhof (Strecke außer Betrieb)                            | 36,0 | Jordan                                | Jordan                                |
| Bahnhof (Strecke außer Betrieb)                            | 37,3 | Grünholz                              | Grünholz                              |
| Bahnhof (Strecke außer Betrieb)                            | 38,8 | Brunsholm                             | Brunsholm                             |
| Bahnhof (Strecke außer Betrieb)                            | 40,0 | Schorrehy                             | Schorrehy                             |
| Bahnhof (Strecke außer Betrieb)                            | 41,4 | Wippendorf                            | Wippendorf                            |
| Haltepunkt / Haltestelle (Strecke außer Betrieb)           | 42,9 | Vaskos                                | Vaskos                                |
| Abzweig geradeaus und von links (Strecke außer Betrieb)    |      | von Flensburg                         | von Flensburg                         |
| Bahnhof (Strecke außer Betrieb)                            | 49,5 | Rundhof                               | Rundhof                               |
| Strecke (außer Betrieb)                                    |      | nach Kappeln                          | nach Kappeln                          |

Die Flensburger Kreisbahn war ein Eigenbetrieb des ehemaligen Landkreises Flensburg im Norden Schleswig-Holsteins. Sie erschloss die Region Angeln zwischen Flensburger Förde und Schlei, die seit 1881 von der Staatsbahnlinie Flensburg–Kiel durchzogen wird.
Nach dem Vorbild dieser Kreisbahn wurden in den folgenden Jahren verschiedene lokale Bahnen in umliegenden Kreisen gebaut und halfen bei der Erschließung des landwirtschaftlich genutzten Nordschleswig.

## Geschichte
Der Flensburger Eisenbahnfachmann Emil Hironymus Kuhrt hatte beim Kreis Flensburg auf Grundlage seines Konzepts billiger Bau und billiger Betrieb als Alternative zum Bau von Chausseen einige Jahre vor dem Erlass des Preußischen Kleinbahngesetzes von 1892 den Auftrag zur Realisierung einer Eisenbahnstrecke durch die damals mit 75–100 Personen pro Quadratkilometer am dichtesten besiedelte Landschaft Schleswig-Holsteins, Angeln, erhalten.
Das insgesamt 95 km lange, meterspurige Schienennetz nahm seinen Ausgang zunächst vom damaligen Flensburger Zentralbahnhof. Die erste Strecke führte parallel zur Ostseeküste ab dem 20. August 1885 bis zur Stadt Glücksburg und ab dem 1. Juli 1886 weiter über Dollerup und Rundhof zur Hafenstadt Kappeln, wohin später auch die Strecken der Schleswiger und der Eckernförder Kreisbahnen geführt wurden.
Die Flensburger Kreisbahn galt als die erste ihrer Art. Das Konzept ihres wichtigsten Planers Emil Kuhrt war, mit möglichst wenig materiellem Aufwand möglichst viele Menschen an die Bahn anzuschließen. Dieses Konzept verfolgte er später auch bei Planungen weiterer Kleinbahnen, zum Beispiel der Haderslebener und der Apenrader Kreisbahn. Die ursprünglich als Nebenbahn konzessionierte Strecke wurde mit dem Bau der zweiten Strecke im Jahre 1901 (das Kleinbahngesetz war inzwischen verabschiedet) als Kleinbahn genehmigt.
Die erste Strecke hatte ihren Endbahnhof im damaligen Staatsbahnhof, da die Stadt und die Kiel-Eckernförde-Flensburger Eisenbahn-Gesellschaft sich anderen Standorten verweigert hatten, während die Königlich Preußische Direktion Altona eine Mitbenutzung ihrer Anlage anbot, die mit aufwendigen Einbauten von Herzstücken und Weichenzungen zur Nutzung der dritten Schiene in die Staatsbahngleise und einer schienengleichen Kreuzung der Bahnstrecke Kiel–Flensburg und vom Kieler Bahnhof bedienter Kreuzungssicherungstechnik samt jährlichen Kosten von 5500 Mark bezahlt wurde. 1901 wurde der Endpunkt in einen eigenen Kreisbahnhof verlegt. Dieser lag am Ostufer des Flensburger Hafens neben dem Kieler Bahnhof, dort, wo heute die Nordstraße (Bundesstraße 199) in den Hafendamm einmündet. Von ihm sind nur noch Nebengebäude erhalten.
Die zweite Strecke verlief ab 12. Dezember 1901 in südlicher Richtung von Flensburg nach Satrup. Die am 1. Juni 1902 eröffnete Verlängerung ab Satrup kreuzte in Sörup die schon erwähnte Staatsbahn und erreichte in der Station Rundhof die ältere Kreisbahnstrecke Flensburg–Kappeln. Seit 1904 konnte in Satrup in die Kreisbahn nach Schleswig umgestiegen werden. Diese Netzerweiterung durch den „Südring“ brachte aber nicht den erwünschten wirtschaftlichen Erfolg, die Strecke brachte trotz Rationalisierungsmaßnahmen große Defizite ein, die den Kreis als Eigentümer sehr belasteten.
Das Reichsinnenministerium verlangte 1935 in einem Erlass die Stilllegung der unrentablen Südstrecke. So wurde sie zum Jahresende 1936 stillgelegt. Da die Straßenverhältnisse für den Bus- und zusätzlichen Frachtverkehr nicht ausgelegt waren, gab es Proteste. Gerichtlich wurden durch die schlechten Straßenverhältnisse verursachte Schäden gegen den Oberpräsidenten der Provinz Schleswig-Holstein mit Erfolg geltend gemacht. So wurde am 1. Juli 1937 der Verkehr wieder aufgenommen, um Zeit für die Verbesserung der Straßenverhältnisse zu haben. Am 31. Oktober 1938 folgte die endgültige Einstellung der Strecke Flensburg–Satrup–Rundhof, nur die Bedienung der Wurstfabrik Redlefsen in Satrup erfolgte noch bis Jahresende. Anschließend wurden die Gleise abgebaut, nur das Stück zwischen Flensburg und Fruerlund zur Kiesgrube blieb bis 1953 erhalten.
Auf dem „Nordring“ hatte das Verkehrsaufkommen hingegen die Erwartungen übertroffen. Hier wurde durch die Elektrifizierung des stadtnahen Streckenstückes Flensburg–Glücksburg und die Weiterführung von Zügen der städtischen Straßenbahn ab 22. September 1925 versucht, noch mehr Fahrgäste zu gewinnen. Im Sommer 1927 waren es werktags 15 und sonntags 20 Fahrtenpaare, wobei die Kreisbahnzüge nach Kappeln erst in Glücksburg begannen. Das Ergebnis enttäuschte und der Gemeinschaftsbetrieb mit der Straßenbahn endete am 8. März 1934.
In der Nachkriegszeit waren durch Hamsterfahrten erhebliche Leistungen zu erbringen: Die Einwohner Flensburgs fuhren nach Angeln, um sich mit Lebensmitteln zu versorgen. Im Jahr 1939 wurden 382 904 Personen befördert, 1947 waren es dagegen 1 469 589. Nach der Währungsreform 1948 ging der Verkehr wieder zurück, lag jedoch aufgrund der durch Flüchtlinge und Aussiedler gestiegenen Bevölkerungszahl der Region 1949 immer noch bei 675 416. Dennoch macht die Strecke nun Verluste, 1950 waren es 350 000 DM.
Nach der Normalisierung der wirtschaftlichen Verhältnisse im Gefolge des Zweiten Weltkrieges wurde noch stärker als unter der NS-Herrschaft auf den Ausbau von Straßen gesetzt, die in Angeln bis dahin relativ dürftig waren. 1951 wurde mit dem Bau der schon 1937 zugesagten Nordstraße (heutige Bundesstraße 199) zwischen Gelting und Steinbergkirche begonnen. Die Kreisbahn wurde entsprechend dem Baufortschritt zwischen dem 10. August 1952 und dem 31. März 1953 von Kappeln aus beginnend abschnittsweise stillgelegt (10. August: Kappeln–Gelting; 2. November: Gelting–Nübelfeld; 20. November: Nübelfeld–Streichmühle; 14. März 1953: Streichmühle–Langballig; 31. März Langballig–Flensburg). Die Gleise wurden umgehend entfernt, da ein wesentlicher Teil der Bahntrasse für den Bau der Straße benutzt wurde. Die einheimischen Flensburger brachten ihr Bedauern über das Ende der Kreisbahn mit einem Schild in Petuh zum Ausdruck, in dem es hieß:

„Nu is ihm wech, man fehlt ihm doch, der Kleinbahn.“

## Technik
Aus Kostengründen fiel die Entscheidung für neun Meter lange, 85 mm hohe Schienen aus Bessemerstahl, die am Kopf 40 mm, im Steg 10 mm sowie am Fuß 70 mm breit waren und ein Metergewicht von 14 kg/m hatten. Sie waren für eine Höchstgeschwindigkeit von 20 km/h ausgelegt. Der leichte Oberbau auf Kiesbettung vertrug Achslasten von 5 t und war für jährlich 3000 Züge bemessen. Neigungen bis 1:40 waren eingeplant, die Gleisanlage wies Radien bis minimal 80 m auf. Für die Südstrecke wurden längere Schienen verwendet.
Da die Bahn 37,5 km Strecken in Seitenlage zur Straße besaß, waren die Triebwerke der Lokomotiven zwecks Unfallverhütung verkleidet.
Um 1900 hatte sich der Betrieb auf den Strecken auf 7000 Fahrten jährlich erhöht, denen das Schienenmaterial kaum gewachsen war. 1911 bis 1915 mussten deswegen die Gleise erneuert werden. Dabei wurden preußische Nebenprofilschienen mit 24 kg/m eingesetzt, die höchsten Steigungen ausgeglichen und größere Bogenhalbmesser gebaut; die engste Kurve erhielt einen Radius von 165 m. Die Gleise erhielten an vielen Stellen, besonders in Kurvenabkürzungen, eine eigene Trasse. Wegen der gestiegenen Zuggewichte erhielten alle Fahrzeuge 1911/12 Scharfenbergkupplungen anstelle der alten Kupplung mit Puffern und Überwurfhaken. Die Bremsen wurden 1901–1905 auf Körting-Saugluftbremsen umgestellt.

## Fahrzeuge
Anfangs standen von der SLM gebaut die dreiachsigen Kastenlokomotiven Nr. 1 Flensburg, Nr. 2 Glücksburg und Nr. 4 Kappeln, sowie acht zweiachsige Personenwagen zur Verfügung. 1886 kamen die baugleichen Lokomotiven Nr. 3 Gelting, Nr. 5 Steinberg und weitere acht Personenwagen dazu. Außerdem waren in der Erstausstattung 20 gedeckte und 12 offene Güterwagen, zwei Langholzwagen und zwei Gepäckwagen mit Postabteil von der Wagenbauanstalt Heinrich Heine&Söhne in Preetz vorhanden. Die Fahrzeuge waren mit einer Heberleinbremse ausgerüstet.
1902 verstärkten vier zweiachsige B n2t und drei BB n4vt (Duplex-)Tenderlokomotiven von Orenstein & Koppel, wiederum als Kastenlokomotiven ausgeführt, neue vierachsige Personenwagen von der Fa. Düsseldorfer Eisenbahnbedarf und Güterwagen mit 10 t Tragkraft den Fuhrpark.
Zwei neue vierachsige Tenderlokomotiven mit 28 t Dienstmasse, die ersten Loks ohne Kastenaufbau, sechs Personenwagen und 30 Güterwagen wurden 1911 beschafft.
Nach dem Ersten Weltkrieg wurde der Personen- vom Güterverkehr getrennt, um mit Fahrzeitgewinnen die Züge zu beschleunigen. 1925 wurden zwei Benzoltriebwagen und 1926 zwei neue Heißdampftenderloks erworben, die mit einem Kubikmeter Kohlevorrat und 3,4 Kubikmeter Wasservorrat höhere Reichweiten erreichten und mit 0,92 Quadratmeter Heizfläche bei 46,8 Quadratmeter Heizfläche und Überhitzerheizfläche von 16,8 Quadratmeter effizienter arbeiteten als die vorhandenen. 1927 und 1929 kamen mit zwei weiteren Triebwagen die letzten und stärksten Neuanschaffungen zur Kreisbahn. Jetzt konnte das neue Verkehrskonzept mit von 30 km/h auf 40 km/h erhöhten Fahrgeschwindigkeiten umgesetzt werden. T4 erreichte 1930 monatlich Laufleistungen von 9700 km.
| Betriebsnummer | Name       | Bauform | Hersteller                  | Baujahr | Fabriknr | Dienstmasse | Leistung | ausgemustert |
| -------------- | ---------- | ------- | --------------------------- | ------- | -------- | ----------- | -------- | ------------ |
| 1              | Flensburg  | C n2t   | SLM                         | 1885    | 393      | 15,0 t      | 100 PS   | 1926         |
| 2              | Glücksburg | C n2t   | SLM                         | 1885    | 394      | 15,0 t      | 100 PS   | 1925         |
| 3              | Gelting    | C n2t   | SLM                         | 1885    | 395      | 15,0 t      | 100 PS   | 1923         |
| 4              | Kappeln    | C n2t   | SLM                         | 1885    | 396      | 15,0 t      | 100 PS   | 1923         |
| 5              | Steinberg  | C n2t   | SLM                         | 1886    | 427      | 15,0 t      | 100 PS   | 1927         |
| 6              | Rundhof    | C n2t   | SLM                         | 1887    | 457      | 15,0 t      | 100 PS   | 1925         |
| 7              | Langballig | C n2t   | SLM                         | 1898    | 1106     | 15,0 t      | 100 PS   | 1920         |
| 8              |            | B n2t   | Orenstein & Koppel          | 1900    | 538      | 14,5 t      | 60 PS    | 1923         |
| 9              |            | B n2t   | Orenstein & Koppel          | 1901    | 841      | 14,5 t      | 60 PS    | 1923         |
| 10             |            | B n2t   | Orenstein & Koppel          | 1901    | 842      | 14,5 t      | 60 PS    | 1920         |
| 11             |            | B n2t   | Orenstein & Koppel          | 1901    | 843      | 14,5 t      | 60 PS    | 1920         |
| 12             |            | B n2t   | Orenstein & Koppel          | 1900    | 844      | 14,5 t      | 60 PS    | 1923         |
| 13             |            | C n2t   | Arnold Jung Lokomotivfabrik | 1903    | 827      | 19,0 t      | 110 PS   | 1953         |
| 14             |            | C n2t   | Arnold Jung Lokomotivfabrik | 1903    | 828      | 19,0 t      | 110 PS   | 1953         |
| 15             |            | C n2t   | Arnold Jung Lokomotivfabrik | 1907    | 1168     | 19,0 t      | 110 PS   | 1953         |
| 16             |            | C n2t   | Arnold Jung Lokomotivfabrik | 1907    | 1168     | 19,0 t      | 110 PS   | 1953         |
| 21             |            | BB n4t  | Orenstein & Koppel          | 1901    | 838      | 26,0 t      | 200 PS   | 1931         |
| 22             |            | BB n4t  | Orenstein & Koppel          | 1901    | 839      | 26,0 t      | 200 PS   | 1953         |
| 23             |            | BB n4t  | Orenstein & Koppel          | 1901    | 840      | 26,0 t      | 200 PS   | 1953         |
| 24             |            | D n2t   | Arnold Jung Lokomotivfabrik | 1911    | 1604     | 28,0 t      | 180 PS   | 1953         |
| 25             |            | D n2t   | Arnold Jung Lokomotivfabrik | 1911    | 1605     | 28,0 t      | 180 PS   | 1953         |
| 1II            |            | D h2t   | AEG                         | 1926    | 3413     | 31,0 t      | 310 PS   | 1953         |
| 2II            |            | D h2t   | AEG                         | 1926    | 3414     | 31,0 t      | 310 PS   | 1953         |
| T1             |            | B’2’    | AEG/NAG                     | 1925    | -        | 17,5 t      | 70 PS    | 1953         |
| T2             |            | B’2’    | AEG/NAG                     | 1925    | -        | 17,5 t      | 70 PS    | 1953         |
| T3             |            | (1A)2’  | TAG                         | 1927    | 118      | 25,4 t      | 100 PS   | 1953         |
| T4             |            | (1A)2’  | TAG                         | 1929    | 178      | 28,6 t      | 150 PS   | 1953         |

Die Dampflokomotiven wurde nach der Einstellung alle verschrottet, die vier Triebwagen wurden 1953 an andere Bahnen verkauft und verkehrten teilweise noch bis 1972.

## Personal
Bei der Betriebseröffnung waren beschäftigt: (Diese Daten betreffen nur die erste Strecke; die Neubaustrecken wurden ähnlich sparsam ausgestattet)
Im Betriebsamt
Ein Betriebskontrolleur, zwei Gehilfen und ein Telegrafenaufseher; in Teilzeit arbeitete der Rendant der Kreiskasse für die Kreisbahn.
im Bahnhofsdienst
Zwei Bahnhofsvorsteher, ein Stationsassistent in Flensburg, 22 Gastwirte betreuten als nebenamtliche Bahnhofsaufseher alle Bahnhofsaufgaben wie Fahrkartenverkauf, Güterabfertigung und Zugabfertigung. Fünf Bahnhofsarbeiter unterstützten. Die Kreisbahn besaß nur sieben eigene Abfertigungsgebäude; Ansonsten wurden die an der Strecke liegenden Gasthäuser und deren Besitzer als Mitarbeiter gewonnen.
im Fahrdienst
Ein Oberlokomotivführer, vier Lokomotivführer, vier Heizer und vier Zugführer. Werkstattarbeiten übernahm anfangs das Fahrdienstpersonal. Erst 1902 entstand am neuen Betriebshof eine eigene Werkstatt.
im Unterhaltungsdienst
Drei Bahnmeister und 18 Streckenarbeiter.

## Spuren
Erhalten geblieben sind von der Flensburger Kreisbahn zahlreiche Stationsgebäude und abseits der Nordstraße einige Dämme und Einschnitte. Östlich von Sörup sind die Auffahrtsrampen und Ziegelreste der Brücke über die Flensburg-Kieler Staatsbahn zu sehen. Im hinteren Teil der Grundhofer Kirche steht zudem eine kleine Sitzbank, die aus einem ehemaligen Personenwagen stammen soll.

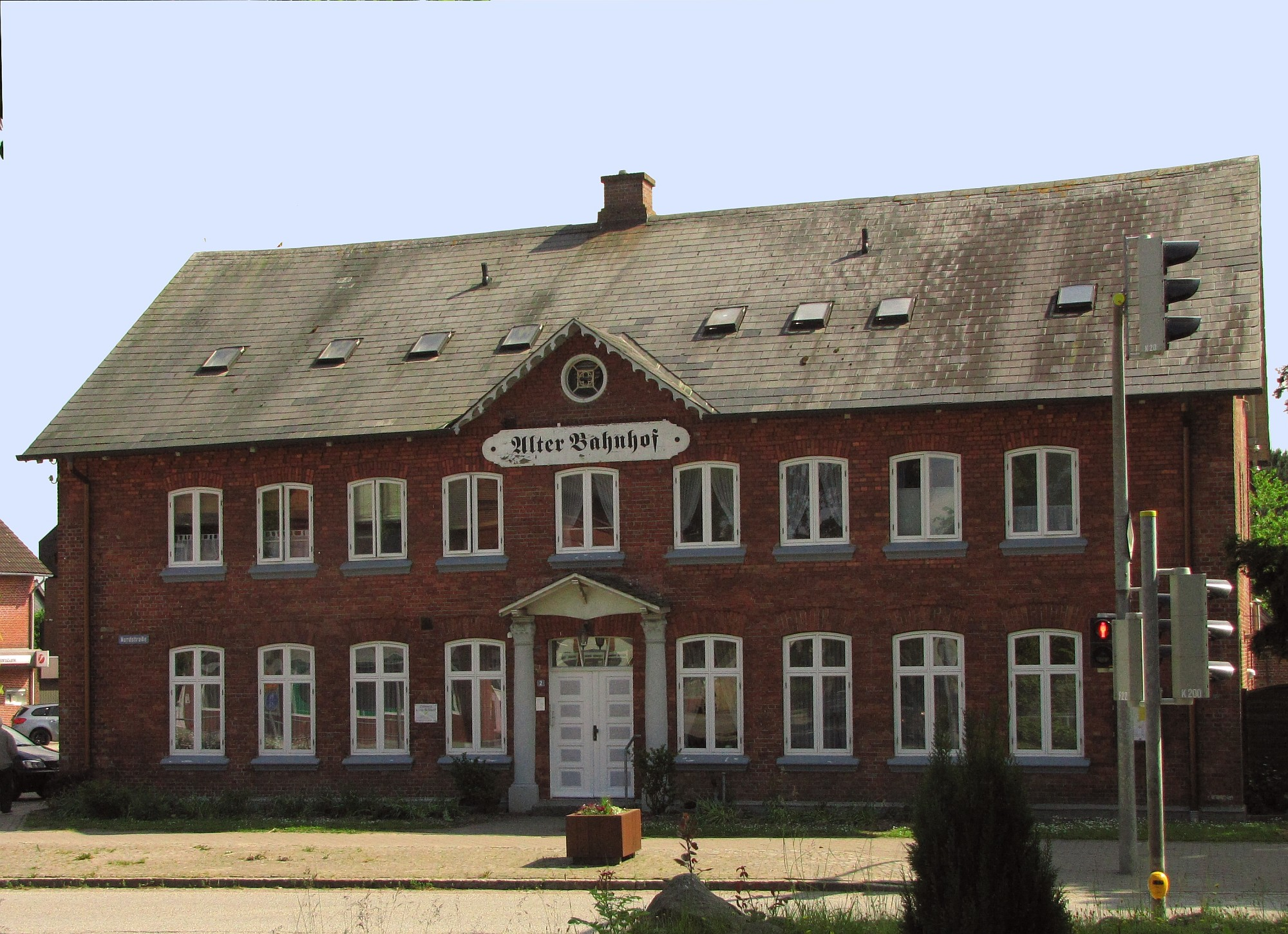
Bahnhof in Steinbergkirche
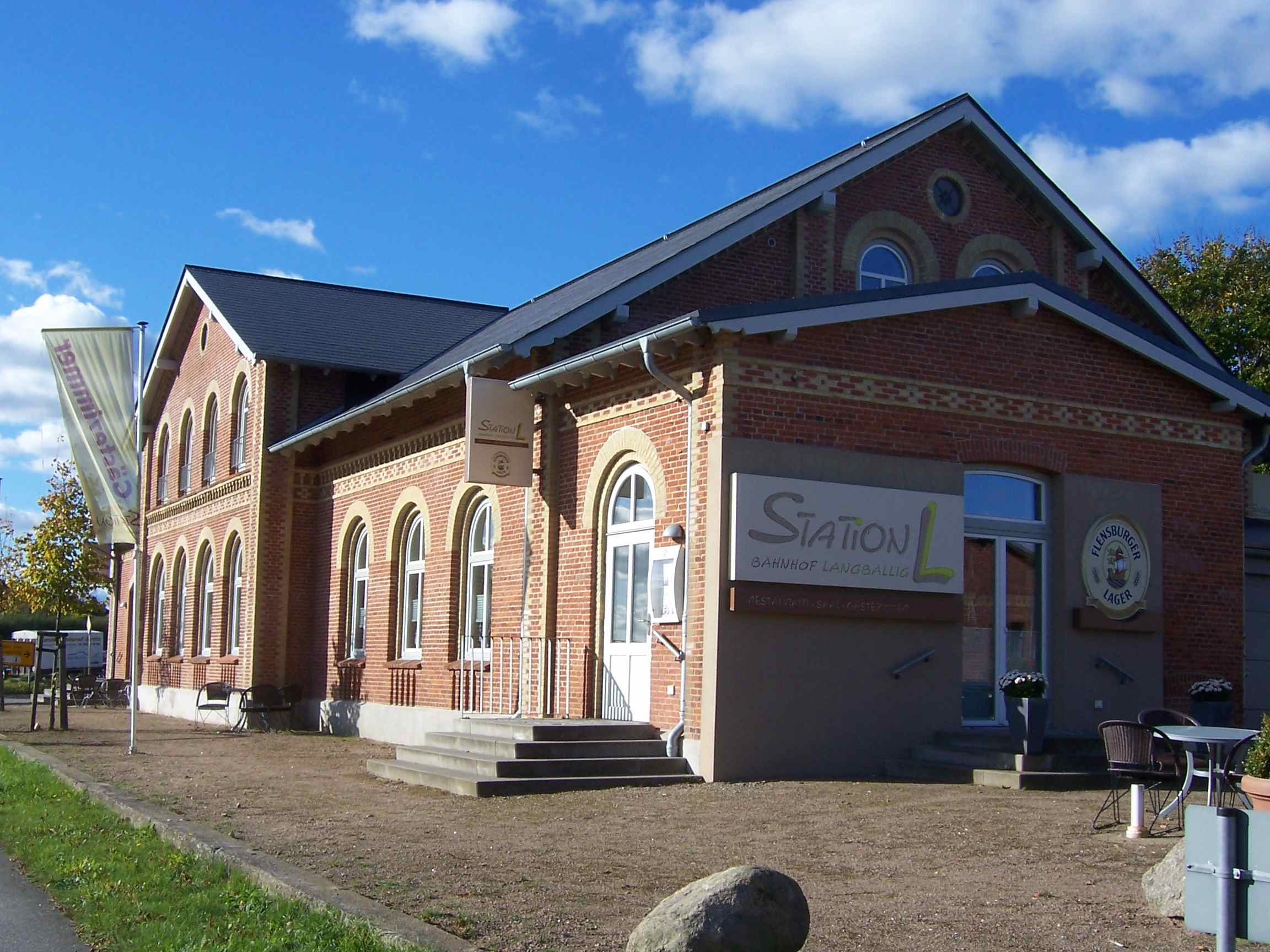
Bahnhof Langballig
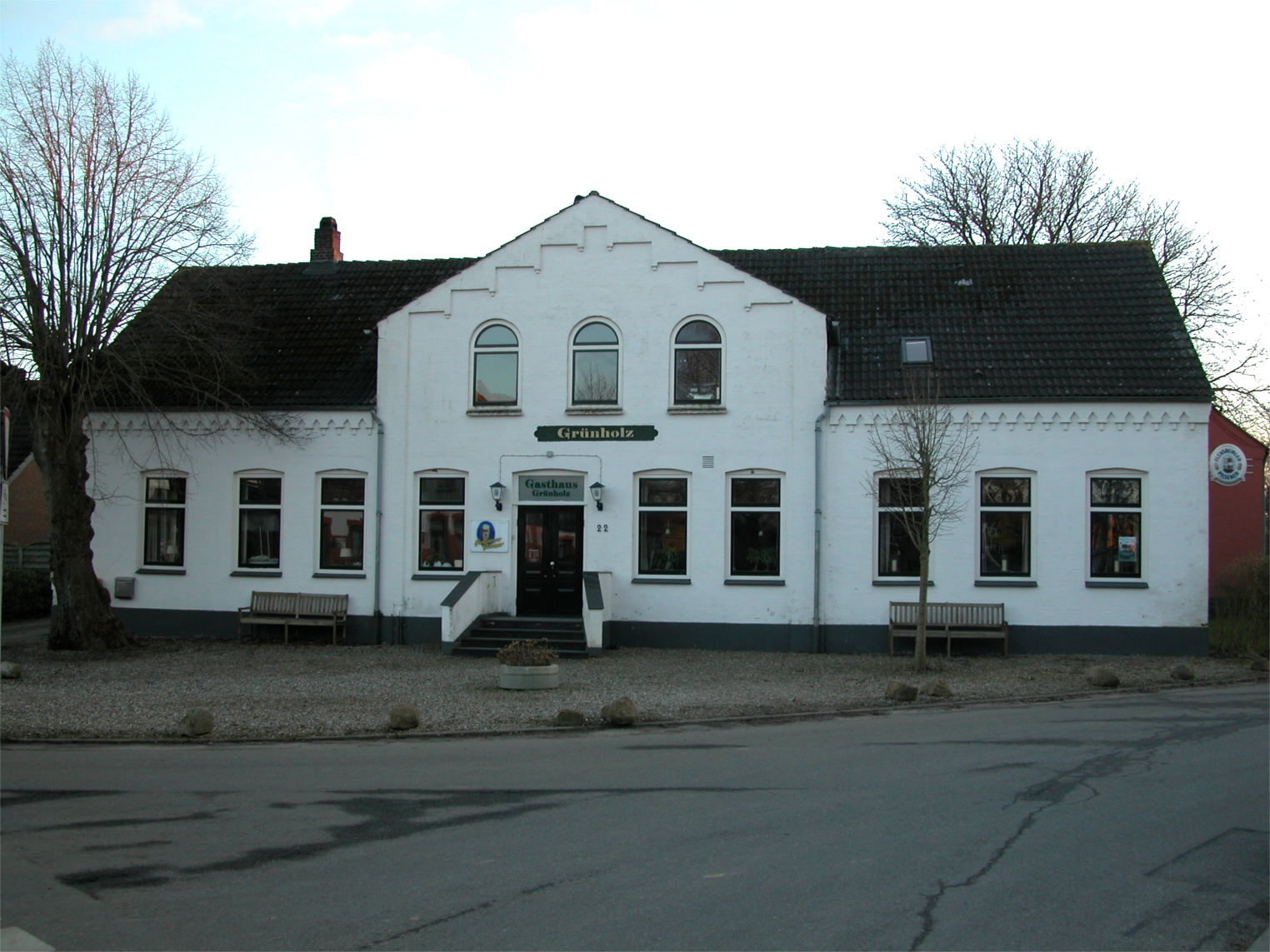
Ehemaliger Bahnhof Grünholz in der heutigen Gemeinde Esgrus

Erhaltenes Fahrzeug
| Betriebsnr.                             | Baujahr | Hersteller / Fabriknummer | Heutiger Eigentümer        | Heutiger Standort  | ehemalige Eigentümer                                                          | Zustand                          |
| --------------------------------------- | ------- | ------------------------- | -------------------------- | ------------------ | ----------------------------------------------------------------------------- | -------------------------------- |
| vierachsiger offener Güterwagen Nr. 106 | 1927    | L. Steinfurt              | Deutscher Eisenbahn-Verein | Bruchhausen-Vilsen | Flensburger Kreisbahn (Nummerngruppe 310–313), Eckernförder Kreisbahn Nr. 106 | Museumsfahrzeug in gutem Zustand |